# Ein Teufelskerl (1981)
Ein Teufelskerl (Originaltitel: Race for the Yankee Zephyr) ist ein australisch-neuseeländischer Action-Abenteuerfilm aus dem Jahr 1981.

## Handlung
Der Film beginnt mit einem wochenschauähnlichen Schwarzweiß-Clip, welcher zeigt, wie während des Zweiten Weltkriegs ein US-amerikanisches DC-3 Frachtflugzeug – im Film Yankee Zephyr betitelt – sich auf den Weg zur in Neuseeland stationierten Südpazifikflotte aufmacht. An Bord: eine rund 50 Millionen US-Dollar teure Fracht, u. a. bestehend aus Goldbarren, Banknoten, Frontpost und Gold-Orden. Mit den letzten Bildern scheint es, als gehe die Maschine offensichtlich mit Motorschaden tiefer.
Gegenwart: Der Hubschrauberpilot und Draufgänger Barney Whitacker lebt in der neuseeländischen Wildnis und geht mit seinem trinkfesten Partner und Freund Gibbie der Jagd und dem Einfangen von Wildtieren nach. Dabei kommt es eines Tages zu einem Missgeschick, in dessen Ergebnis Gibbie an Barneys Helikopter hängend in einen See stürzt. Aufgrund der anbrechenden Nacht muss Barney die Suche nach Gibbie abbrechen, während dieser gezwungen ist, im Freien zu nächtigen. Hierbei stolpert er am Ufer über das Wrack der Yankee Zephyr – ohne allerdings das Ausmaß der Ladung zu ahnen und gibt sich nur mit dem beförderten Schnaps und einer Handvoll goldener Orden zufrieden.
Nachdem Barney ihn gefunden und aus einer prekären Lage in einer Bar herausgeholt hat, erzählt Gibbie ihm von dem Fund und überzeugt ihn schließlich auch, sich zwecks Bergung dorthin zu begeben. Da der Weg weit und die Stelle schwer zugänglich ist, Barneys Hubschrauber zudem schrottreif und ihnen das Geld fehlt, schlägt Gibbie vor, sich an seine Tochter Sally zu wenden. Die zunächst recht konservativ wirkende Stadtfrau hat anfangs Zweifel, steigt dann aber in das Unternehmen mit ein.
Parallel hat der Pfandleiher, bei dem Gibbie einige der Medaillen zum Kauf angeboten hat, den Gangster Theo Brown informiert. Dieser erscheint mit einem Trupp von Handlangern und reichlich Ausrüstung bei Barney und versucht diesem durch Drohungen den Standort des Flugzeugs zu entlocken. Da er dabei Sally und Gibbie erwähnt, fliegt Barney los und kann beide noch rechtzeitig in Sicherheit bringen, bevor Browns Männer der beiden habhaft werden.
Den Gangstern gelingt es zwar mit einem eigenen Hubschrauber (und mittels eines heimlich an Barneys Helikopter befestigten Senders) dem Trio zu folgen, allerdings gibt Barneys Fluggerät alsbald endgültig den Geist auf und sie müssen notlanden. Während die Verfolger den Kontakt verlieren, kann Gibbie einige alte in der Gegend wohnende Bekannte zusammentrommeln, bei denen sie sowohl übernachten als auch handwerkliche Hilfe bekommen – und der havarierte Helikopter letztlich zu einem Geländefahrzeug umgebaut wird.
Doch auf dem weiteren Weg kommt Brown ihnen mit seinen Männern wieder zuvor und passt sie ab. Barney und Gibbie können der Zwangslage zunächst schlagkräftig entkommen, allerdings wird Gibbie im weiteren Verlauf gefangen genommen und das Geländefahrzeug zerstört. Barney und Sally können hingegen zu Fuß fliehen.
Brown bedroht wiederum nun Gibbie und sorgt dafür, dass dieser ihn zu der Yankee Zephyr führt. Gibbie fügt sich seinem Schicksal, führt die von dem skrupellosen Barker angeführten Handlanger aber (offenbar absichtlich) mehrfach in die Irre. So können Barney und Sally ihnen auf den Fersen bleiben. Zudem kommen beide sich bei einer Nacht in einer Berghütte etwas näher.
Tags darauf spüren beide das Lager der Gangster auf und können mittels eines Ablenkungsmanövers sowohl Gibbie befreien als auch mit einem der Motorboote Browns fliehen. Die Handlanger folgen ihnen in einem weiteren Motorboot, wobei das Trio die sich anschließende Verfolgungsjagd für sich entscheiden kann. Darüber hinaus stürzt auch Browns Helikopter ab, nachdem Barney diesen sabotierte.
So gelangen die Drei zur Absturzstelle und finden das – inzwischen zur Seemitte gedriftete und halb gesunkene – Flugzeugwrack, stabilisieren es mittels eines großen Luftsacks und schleppen es in seichte Gefilde. Hierbei entdecken sie dann auch selbst die Goldbarrenladung. Allerdings passen die Gangster sie ein weiteres Mal ab: einerseits Brown, der mittels Schlauchboot nachgerückt ist und andererseits Barker, welcher das zweite Boot wieder flottgemacht und seine Kollegen ausgetrickst und hintergangen hat. Im Schlusskampf, bei dem Barker zudem Brown hintergeht, wird der Luftsack durchschossen, wodurch das Flugzeug sinkt. Schweren Herzen schneidet Barney das Schleppseil los, während Brown und Barker mit dem sinkenden Wrack untergehen.
Am Ende sammeln Barney und Sally einige aufgetriebenen Geldscheine ein und grübeln über eine Bergung, während Gibbie die am Strand zurückgelassene Schnappkiste leert. In der letzten Einstellung sieht man, dass eine Kiste, welche Gibbie am Anfang ins Wasser geworfen hat, mit Goldbarren gefüllt ist.

## Synchronisation
Die deutsche Synchronfassung entstand bei der Cinephon in Berlin. Arne Elsholtz schrieb das Dialogbuch und Peter Baumgartner führte Regie.
| Rolle                          | Darsteller        | Synchronsprecher  |
| ------------------------------ | ----------------- | ----------------- |
| Barney Whitacker               | Ken Wahl          | Norbert Langer    |
| Gilbert „Gibbie Gibson“ Carson | Donald Pleasence  | Gerd Duwner       |
| Sally Carson                   | Lesley Ann Warren | Marianne Lutz     |
| Theo Brown                     | George Peppard    | Niels Clausnitzer |
| Barker                         | Bruno Lawrence    | Manfred Lehmann   |
| Pfandleiher                    | Grant Tilly       | Frank Glaubrecht  |

## Hintergrund
- Der Aufhänger des Films geht zurück auf einen realen Vorfall während des Zweiten Weltkriegs, als eine US-amerikanische DC-3 u. a. mit den Gehaltsabrechnungen der Südpazifikflotten-Soldaten verschwand.
- Ursprünglich sollte der Australier Richard Franklin die Regie übernehmen, stieg aber im Vorfeld unzufrieden wieder aus. Zum einen nahm er Anstoß daran daran, dass das ursprünglich in seiner Heimat spielende Drehbuch umgearbeitet und die Handlung nach Neuseeland verlagert wurde. Zum anderen störte sich Franklin an dem zunächst als Produzent engagierten David Hemmings – der nach Franklins Ausstieg dann auf dessen Regiestuhl platznahm.
- Der Streifen ist Stuntkoordinator Colin Robinson sowie den Stuntmen John Rillstone und Bill Clarke gewidmet, welche alle beim Dreh der Motorboot-Verfolgungsjagd ums Leben kamen.
- Der Film hat ein spekulatives Ende. Weder wird auf eine gezielte spätere Schatzbergung hingewiesen noch, ob die drei die Goldbarren in der zurückgelassenen Kiste finden oder ob Sally und Barney ein Paar werden (den Film über kommt es zu keiner eindeutigen Liebesszene). Lediglich die Schlusseinblendung lässt Tendenzen erahnen: so wird erzählt, dass Barney und Sally Whitacker die Firma „Helijet Tours“ in Queenstown betreiben sowie Gibbie einen Club in Port Said. Demnach haben Barney und Sally geheiratet und die jeweiligen Unternehmungen lassen durchblicken, dass zumindest der Inhalt der Goldbarrenkiste von dem Trio gefunden wurde.
- In den USA kam der Film als Treasure of the Yankee Zephyr heraus.
- Ein Teufelskerl wurde von Beginn an in Deutschland in einer auf rund 83 Minuten gekürzten Fassung ausgestrahlt und vertrieben. Erst im Jahr 2013 erschien der Film in Deutschland ungeschnitten auf DVD und Blu-ray, wobei die fehlenden Szenen im Original mit Untertiteln enthalten sind.
- Der Streifen war seinerzeit ein großer Kinoerfolg in der Sowjetunion und lief auch erfolgreich in den Lichtspielhäusern der DDR.

## Rezeption
Das Lexikon des internationalen Films beschreibt Ein Teufelskerl als „ein schwungvoll inszenierter Abenteuerfilm mit parodistischen Ansätzen“. Weiter heißt es er distanziere sich „wohltuend […] vom modernen Trend zu Gewalt und Blutorgien“ und biete „weitgehend entspannende Unterhaltung“.